# بخش بیوو
بخش بیوو (به سوئدی: Bjuvs kommun) یک ناحیه شهری در سوئد است که در شهرستان اسکونه واقع شده‌است.